# Peter Kern (Germanist)
Peter Kern (* 2. Januar 1941 in Gleiwitz, Oberschlesien) ist ein deutscher germanistischer Mediävist.

## Leben
Nach der Promotion am 10. Juli 1968 in Bonn und der Habilitation ebenda 1977 wurde er dort 1981 außerplanmäßiger apl. Professor. Von 1978 bis 2006 war er Dozent der Mediävistik am Institut für Germanistik, Vergleichende Literatur- und Kulturwissenschaft der Rheinischen Friedrich-Wilhelms-Universität Bonn. Seine Forschungsschwerpunkte sind Artusroman, Sangspruchdichtung, geistliche Dichtung, Antikenrezeption und Text und Bild.

## Schriften
- Trinität, Maria, Inkarnation. Studien zur Thematik der deutschen Dichtung des späteren Mittelalters. Berlin 1971, ISBN 3-503-00586-2.
- Die Artusromane des Pleier. Untersuchungen über den Zusammenhang von Dichtung und literarischer Situation. Berlin 1981, ISBN 3-503-01624-4.
- Die Sangspruchdichtung Rumelants von Sachsen. Edition – Übersetzung – Kommentar. Berlin 2014, ISBN 3-11-018214-9.